# Edward Szuster
Edward Szuster (ur. 25 maja 1918 w Genewie, zm. 1 grudnia 2011 w Łodzi) – polski prozaik, scenarzysta oraz autor widowisk telewizyjnych.

## Życiorys
Urodził się w Genewie, w rodzinie Lucjana (zm. 1944), inżyniera chemika, i Jadwigi ze Strzeleckich, lekarki, miał brata Włodzimierza (ur. 1921) i siostrę Alinę po mężu Myczkowską (ur. 1923). W 1923 roku zamieszkał w Łodzi, gdzie później uczęszczał do Miejskiego Gimnazjum Męskiego im. Józefa Piłsudskiego, i w 1936 roku uzyskał maturę. Przed wojną rozpoczął studia na Wydziale Architektury Politechniki Warszawskiej.
Wiosną 1940 roku został wysiedlony wraz z rodziną do Generalnego Gubernatorstwa. W latach 1940–1944 mieszkał w Piotrkowie Trybunalskim, gdzie z końcem 1942 roku wstąpił do Armii Krajowej. Walczył w partyzantce w Piotrkowskiem i na Kielecczyźnie.
W maju 1945 roku powrócił do Łodzi. W latach 1945–1949 pracował w przemyśle, następnie był zatrudniony jako redaktor w  Dziale Programowym Wytwórni Filmów Fabularnych (1949–1951), pełnił funkcję kierownika literackiego Teatru Powszechnego (1952–1955), a także pracował w dwutygodniku „Kronika”, debiutował jako prozaik na łamach tygodnika „Kuźnica”. W 1948 roku Spółdzielnia Wydawnicza „Wiedza” wydała pierwszą jego książkę pt. Płonący krzak (jej wznowienie w roku 1959 nosiło tytuł Leśni). Rok później został członkiem Związku Literatów Polskich. W 1950 roku we współpracy z Eugeniuszem Cękalskim napisał scenariusz filmu pt. Dwie brygady. We wrześniu 1956 roku objął kierownictwo Redakcji Telewizji przy Rozgłośni Polskiego Radia w Łodzi. W 1959 roku został zastępcą redaktora naczelnego Łódzkiego Ośrodka Telewizyjnego, a w latach 1961–1973 pełnił funkcję redaktora naczelnego.
W latach 1946–1948 był członkiem PPS, od 1948 roku należał do PZPR, był wielokrotnie członkiem Komitetu Wojewódzkiego PZPR w Łodzi (od 1956 roku), delegatem na VI Zjazd PZPR. 
Zmarł w Łodzi, pochowany na cmentarzu komunalnym Doły (kwatera VB-13-2).

## Twórczość wybrana
- Płonący krzak (1948)
- Opowieść o zmarnowanym entuzjazmie (1957)
- U stóp starego komina (1957)
- Leśni (1959)
- Na tropach „Billa” (1968)
- Dragon i sześć innych opowieści z kineskopu (1973)
- Wędrówki zimą i latem (1979)
- Wy, coście mnie znali (1980)
- Ołtarze wietrzeją co dnia (1983)
- Jedenaście dni (1984)
- Nad starą blizną (1987)

## Ordery i odznaczenia
- Krzyż Oficerski Orderu Odrodzenia Polski (1986)
- Krzyż Walecznych (1944)
- Krzyż Partyzancki
- Odznaka „Zasłużony Działacz Kultury” (1966)

Źródło:.

## Nagrody
- Państwowa Nagroda Artystyczna III stopnia (zespołowa) w dziale kinematografii za scenariusz filmu Dwie brygady (1950)[7]
- Nagroda Ministra Obrony Narodowej za scenariusz TV spektaklu Zrzut wg powieści Barwy walki Mieczysława Moczara (1964)[8]
- Nagroda Ministra Kultury i Sztuki (1965)
- III nagroda Naczelnej Redakcji Literatury, Dramatu i Publicystyki Kulturalnej TV i Komendy Głównej Milicji Obywatelskiej w Konkursie na współczesne widowisko sensacyjne za pracę Polowanie na otropionego (1970)[9]
- Nagroda Miasta Łodzi za całokształt twórczości literackiej i działalności społecznej (1985)[10]